# Marshfield (Wisconsin)
Marshfield is een plaats (city) in de Amerikaanse staat Wisconsin, en valt bestuurlijk gezien onder Marathon County en Wood County.

## Demografie
Bij de volkstelling in 2000 werd het aantal inwoners vastgesteld op 18.800. In 2006 is het aantal inwoners door het United States Census Bureau geschat op 19.136, een stijging van 336 (1,8%).

## Geografie
Volgens het United States Census Bureau beslaat de plaats een oppervlakte van 33,0 km², waarvan 32,9 km² land en 0,1 km² water. Marshfield ligt op ongeveer 402 m boven zeeniveau.

## Plaatsen in de nabije omgeving
De onderstaande figuur toont nabijgelegen plaatsen in een straal van 20 km rond Marshfield.